# Lepidochitona
Lepidochitona is een geslacht van keverslakken uit de familie Ischnochitonidae.  

## Soorten
- Lepidochitona (Spongioradsia) aleutica (Dall, 1878)
- Lepidochitona (Lepidochitona) bullocki García-Ríos, 2011
- Lepidochitona (Lepidochitona) caboverdensis Kaas & Strack, 1986
- Lepidochitona (Lepidochitona) canariensis (Thiele, 1909)
- Lepidochitona (Lepidochitona) caprearum (Scacchi, 1836)
- Lepidochitona (Lepidochitona) cinerea (Linnaeus, 1767)
- Lepidochitona (Lepidochitona) dicksae Sirenko & Hayes, 1999
- Lepidochitona (Dendrochiton) flectens (Carpenter, 1864)
- Lepidochitona (Lepidochitona) furtiva (di Monterosato, 1879)
- Lepidochitona (Dendrochiton) gothica (Carpenter, 1864)
- Lepidochitona (Lepidochitona) iberica Kaas & Van Belle, 1981
- Lepidochitona (Lepidochitona) kaasi Carmona Zalvide & García, 2000
- Lepidochitona (Lepidochitona) liozonis (Dall & Simpson, 1901)
- Lepidochitona (Dendrochiton) lirulata (Berry, 1963)
- Lepidochitona (Lepidochitona) monterosatoi Kaas & Van Belle, 1981
- Lepidochitona (Lepidochitona) piceola (Shuttleworth, 1853)
- Lepidochitona (Lepidochitona) rolani Kaas & Strack, 1986
- Lepidochitona (Lepidochitona) rosea Kaas, 1972
- Lepidochitona (Lepidochitona) rufoi Garcia-Ríos, 2010
- Lepidochitona (Lepidochitona) salvadorensis García-Ríos, 2006
- Lepidochitona (Dendrochiton) semilirata (Berry, 1927)
- Lepidochitona (Lepidochitona) severianoi Carmona Zalvide & García, 2000
- Lepidochitona (Lepidochitona) simrothi (Thiele, 1902)
- Lepidochitona (Lepidochitona) stroemfelti (Bergenhayn, 1931)
- Lepidochitona (Lepidochitona) subaleutica (Sirenko, 1976)
- Lepidochitona (Dendrochiton) thamnopora (Berry, 1911)
- Lepidochitona (Lepidochitona) turtoni (Ashby, 1928)